# Dwight St. Hillaire
Dwight St. Hillaire (Belle Garden, 5 december 1997) is een sprinter uit Trinidad en Tobago. Hij nam eenmaal deel aan de Olympische Spelen en behaalde hierbij geen medailles.

## Biografie
In 2021 nam St. Hillaire deel aan de uitgestelde Olympische Spelen van 2020 in Tokio. Op de 400 meter eindigde hij in de derde halve finale op de zevende plaats, waarmee hij zich niet kon plaatsen voor de finale. Daarnaast liep hij als derde loper van de estafetteploeg in de finale van de 4 x 400 meter met Deon Lendore, Jereem Richards en Machel Cedenio naar de achtste en laatste plaats. Samen met Asa Guevara, Machel Cedenio en Jereem Richards liep St. Hillaire als startloper naar de gouden medaille op de 4 x 400 meter tijdens de Gemenebestspelen van 2022 in Birmingham.

## Titels
- Winnaar Gemenebestspelen 4 x 400 m - 2022
- Nationaal kampioen Trinidad en Tobago 400 m - 2022
- Nationaal kampioen Trinidad en Tobago 4 × 400 m - 2016

## Persoonlijke records

### Outdoor
| Afstand | Prestatie | Datum         | Plaats        |
| ------- | --------- | ------------- | ------------- |
| 100 m   | 10,33 s   | 13 april 2018 | Knoxville     |
| 200 m   | 20,25 s   | 27 maart 2021 | Cregger Track |
| 400 m   | 44,55 s   | 25 mei 2018   | Tampa         |

### Indoor
| Afstand | Prestatie | Datum            | Plaats     |
| ------- | --------- | ---------------- | ---------- |
| 60 m    | 6,75 s    | 28 januari 2022  | Louisville |
| 200 m   | 20,73 s   | 20 januari 2018  | Clemson    |
| 300 m   | 32,70 s   | 11 december 2021 | Louisville |
| 400 m   | 45,64 s   | 12 februari 2021 | Clemson    |

## Palmares

### 200 m
- 2022: 3e in ½ fin. Gemenebestspelen - 20,95 s

### 400 m
- 2019: 4e in series Pan-Amerikaanse Spelen - 46,04 s
- 2021: 7e in ½ fin. OS - 45,58 s
- 2022: 6e in series WK - 46,60 s

### 4 x 400 m
- 2019:  Pan-Amerikaanse Spelen - 3.02,25
- 2021: 8e OS - 3.00,85
- 2022: 5e WK - 3.00,03
- 2022:  Gemenebestspelen - 3.01,29